# خلنج عملاق
خلنج عملاق (الاسم العلمي:Erica gigantea) هو نوع من النباتات يتبع جنس الخلنج من الفصيلة الخلنجية.